# Río Ucero
El Ucero es un río del interior de la península ibérica, afluente del Duero. Discurre por la provincia española de Soria.

## Descripción

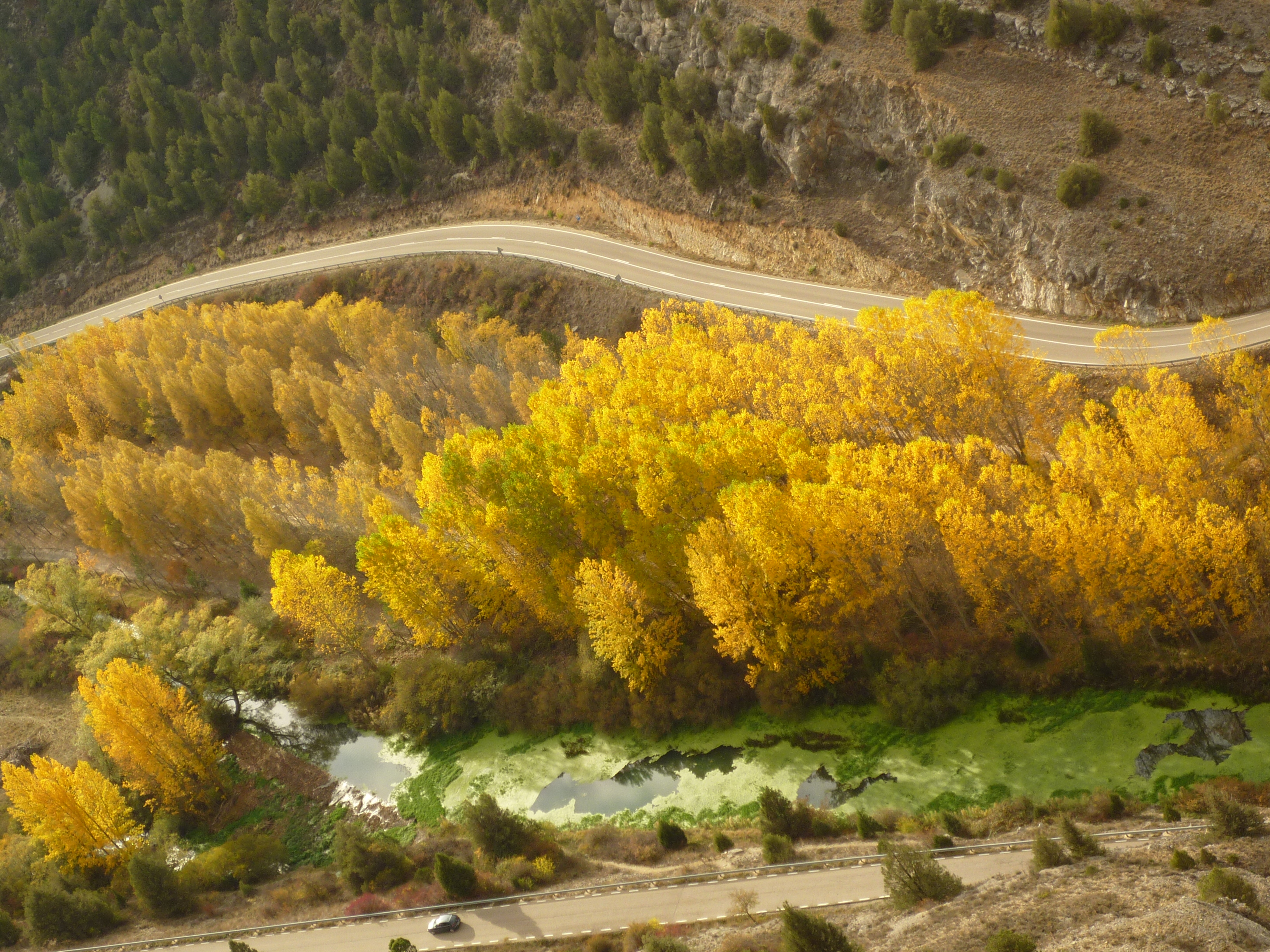
Mirador de la Galiana

El río discurre por la provincia de Soria y tiene su origen en las proximidades de la localidad homónima de Ucero. Tras dejar a ambos lados de su curso localidades como Rejas, Valdeavellano, Valdelinares, Valdemaluque, Sotos, Valdelubiel, Barcebalejo, El Burgo, Osma y La Olmeda, termina desembocando en el río Duero.
Entre sus afluentes se encuentran los ríos Lobos, Abión y Sequillo.
En el siglo XIX tenía una notable fama truchera. Aparece descrito en el decimoquinto volumen del Diccionario geográfico-estadístico-histórico de España y sus posesiones de Ultramar de Pascual Madoz de la siguiente manera:

UCERO: r. de la prov. de Soria, part. jud. del Burgo: tiene su origen en el térm. de la v. de su nombre, dentro del que le afluye el llamado Lobos; pasa por debajo de un hermoso puente de piedra de 50 varas de long. y 45 de elevacion y va a recorrer sucesivamente los térm. de Rejas, Valdeavellano, Valdelinares, Valdemaluque, Sotos, Valdelubiel, el Burgo, en el que le atraviesa otro puente y recibe las aguas del Avion; Osma donde también tiene puente y continua hacia la Olmeda, a cuyas inmediaciones se aumenta con el r. Sequillo y va a desaguar en el Duero, dentro de la jurisd. del último pueblo; en su curso presta grandes utilidades, pues además de fertilizar los terrenos por donde pasa, e impulsar varios molinos y otros artefactos, proporciona la pesca de esquisitas truchas, las mejores a caso de España, tanto que se han llevado para casta, al r. de la Granja de San Ildefonso: pertenecía el derecho de la pesca al ob. de Osma; y era tal la abundancia de truchas que se criaban, por el cuidado que había de no dejarlas coger, que con dificultad habria otro r. que produgera tantas; pero desde que el diocesano cesó en el uso del privilegio, han disminuido considerablemente, aunque siempre se crían las bastantes para proporcionar una agradable y útil diversión.
(Madoz, 1849, p. 201)

Perteneciente a la cuenca hidrográfica del Duero, sus aguas terminan vertidas en el océano Atlántico.